# Кабошон

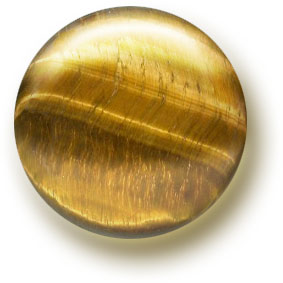
Кабошон Тигрового глаза

Кабошон (от фр. caboche — голова) — способ обработки драгоценного или полудрагоценного камня, при котором он приобретает гладкую выпуклую отполированную поверхность без граней, в отличие от фасетной огранки; также кабошоном называют обработанный таким образом камень. Обычно отшлифованный кабошон имеет овальную или шаровидную форму, плоский с одной стороны. В более широком значении слова кабошоном называют шлифовку драгоценных и поделочных камней, в отличие от огранки.
В форме кабошона обычно обрабатываются камни, обладающие хорошим цветом или каким-нибудь оптическим эффектом (астеризм, иризация), но не имеющие достаточно сильного блеска при огранке из-за невысокого показателя преломления или наличия внутренних дефектов. Мутные и полупрозрачные разновидности также часто шлифуются в виде кабошонов.

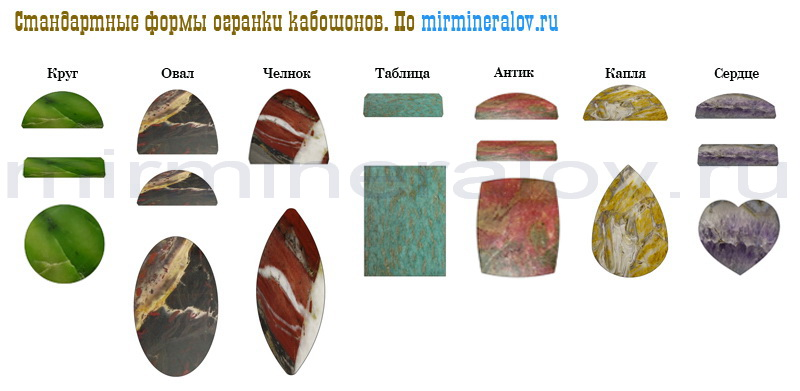
Форма огранки кабошонов

Вместе с тем некоторые камни проявляют все свои достоинства именно в виде кабошонов:
- «звёздчатый рубин»,
- «звёздчатый сапфир»,
- хризоберилл («кошачий глаз»),
- олигоклаз («солнечный камень»),
- адуляр («лунный камень»),
- волосатик,
- бирюза,
- благородный опал.

Нередко можно встретить вставки в ювелирных изделиях и из недорогих поделочных камней, таких как:
- нефрит,
- лазурит,
- малахит,
- агат,
- змеевик,
- «тигровый глаз»,
- «янтарь»,
- «соколиный глаз».

## Форма огранки кабошонов
Из множества возможных форм кабошонов лишь некоторые являются общепринятыми (стандартными). Это овал, круг, многоугольник (таблица), сердечко, кулон (грушевидная форма) и крест. В зависимости от кривизны верха различают низкие, средние и высокие кабошоны.
Выбор формы, как правило, определяется практическими соображениями — применением в определённых изделиях, хрупкости камня. Так, камням, подверженным легкому скалыванию в тонких участках, зачастую придают овальную форму. Выбор во многом зависит от рисунка камня, от цветовых эффектов. Камни, обладающие астеризмом (эффектом световой звезды), целесообразно гранить кругом, высоким кругом, тогда этот эффект проявляется во всей своей красе. Такой камень, как чароит, стоит гранить в виде таблицы, поскольку рисунок камня таков, что выпуклые продолговатые формы не смогут раскрыть весь эффект текстуры и цвета камня. Форма может зависеть и от типа ювелирного изделия, в которое этот кабошон будет крепиться. Для мужских перстней-печаток наиболее подходит огранка квадратом, кругом, для женских колец — овалом. Для серег наиболее удачной формой является удлиненный овал, челнок (по типу маркизы).